# Babah Iseung
Babah Iseung is een bestuurslaag in het regentschap Aceh Barat van de provincie Atjeh, Indonesië. Babah Iseung telt 232 inwoners (volkstelling 2010).